# 小行星5288
小行星5288（英語：5288 Nankichi）是一颗围绕太阳公转的小行星。1989年12月3日，水野義兼、古田俊正在可儿市发现了此天体。
这颗小行星的绝对星等为179.850906248806等。